# Let 'Em Know
Let 'Em Know – czwarty album EP amerykańskego zespołu Papa Roach, wydany w 1999 roku.

## Lista utworów
1. „Walking Thru Barded Wire” – 2:54
2. „Legacy” – 3:07
3. „Binge” – 4:28
4. „Snakes” – 3:47
5. „Tightrope” – 3:33

## Twórcy
- Jacoby Shaddix – śpiew
- Jerry Horton – gitara, wokal wspierający
- Tobin Esperance – gitara basowa, wokal wspierający
- Dave Buckner – perkusja, instrumenty perkusyjne